# Sielsowiet Rajca
Sielsowiet Rajca (biał. Райцаўскі сельсавет, Rajcauski sielsawiet; ros. Райцевский сельсовет) – sielsowiet na Białorusi, w obwodzie grodzieńskim, w rejonie korelickim, z siedzibą w Rajcy.

## Demografia
Według spisu z 2009 sielsowiety Rajca i Worończa zamieszkiwało 1802 osób, w tym 1649 Białorusinów (91,51%), 114 Polaków (6,33%), 22 Rosjan (1,22%), 10 Ukraińców (0,55%), 5 osób innych narodowości i 2 osoby, które nie podały żadnej narodowości.
Do 2019 liczba ludności spadła do 1412 osób. Największymi miejscowościami były wówczas Rajca (388 mieszkańców), Worończa (313 mieszkańców) i Miratycze (240 mieszkańców). Liczba ludności żadnej z pozostałych miejscowości nie przekraczała 55 osób.

## Geografia i transport
Sielsowiet geograficznie położony jest na Wysoczyźnie Nowogródzkiej, a historycznie na Nowogródczyznie, w południowo-zachodniej części rejonu korelickiego.
Przez sielsowiet przebiegają jedynie drogi lokalne.

## Historia
4 kwietnia 2017 do sielsowietu Rajca włączono w całości sielsowiet Worończa.

## Miejscowości
- agromiasteczka:
  - Rajca
  - Worończa
- wsie:
  - Białe Ługi
  - Chwałowo
  - Ciniewicze
  - Dąbrowa
  - Franciszkowo
  - Horbatowicze
  - Jatwieź
  - Karolin
  - Kuniewicze
  - Litarowszczyzna
  - Łohowatka
  - Minaki
  - Miratycze
  - Płużyny
  - Podhajna
  - Romany
  - Romejki
  - Rowiny
  - Rusocin
  - Siohda
  - Skrzyszewo
  - Soleniki
  - Szczonowo
  - Trosiejki
  - Trudnowo
  - Zaberdowo
  - Zielaniec
- chutor:
  - Helenów
- dawne miejscowości:
  - Soplicowo